# Sophia Friderica von Hessen-Homburg

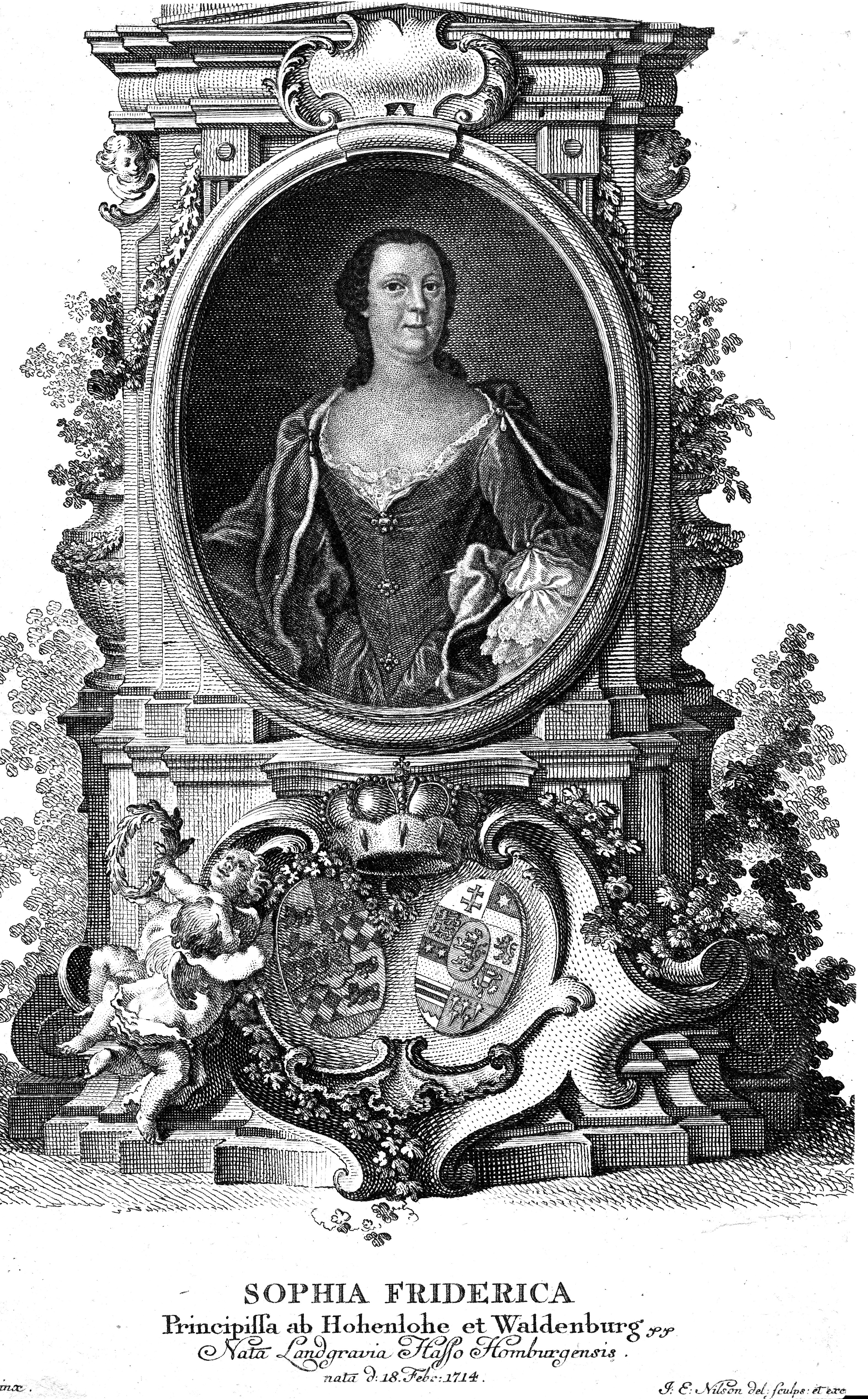
Sophia Friderica von Hessen-Homburg, Stich von Johannes Esaias Nilson

Sophia Friderica von Hessen-Homburg (* 18. Februar 1714 in Obersontheim; † 2. Mai 1777 auf Schloss Untergröningen) war durch Heirat Fürstin von Hohenlohe-Bartenstein.

## Leben
Sophia Friderica wurde als Tochter des Landgrafen Ludwig Georg von Hessen-Homburg und dessen Gemahlin Christina Magdalena Juliana Gräfin von Limpurg-Speckfeld (1683–1746) geboren.
Am 26. September 1727 wurde sie im Alter von 13 Jahren in Straßburg mit dem Fürsten Karl Philipp Franz zu Hohenlohe-Bartenstein verheiratet. Dessen Eltern waren Philipp Karl zu Hohenlohe-Bartenstein und Sophia Leopoldina Landgräfin von Hessen-Rheinfels. Aus der Ehe gingen vier Söhne, darunter Joseph Christian (Fürstbischof von Breslau) und Ludwig Leopold (Reichsfürst), hervor.
Sophia wurde Kammerrichterin genannt; ihr Mann war als Richter am Reichskammergericht in Wetzlar Repräsentant des Kaisers und hatte dort die höchste Position inne. 1774 erhielt sie durch Losentscheid den Anteil ihrer Mutter am Erbe der Schenken von Limpurg, um das sich ein jahrelanger Streit entwickelt hatte. Sophia erhielt die neu gebildete Herrschaft Limpurg-Sontheim-Gröningen. Sie ließ das Schloss Untergröningen ausbauen und machte es zu ihrem Wohnsitz. Die Schlosskirche wurde in eine katholische Kirche umgewandelt.